# Geiseldal
Het Geiseldal is een dal in de Duitse bondsstaat Saksen-Anhalt, die vooral bekend is als vindplaats van een groot aantal fossielen uit het Midden-Eoceen. 
Het Geiseldal was ongeveer 45 miljoen jaar geleden een subtropisch kustregenwoud. Op basis van fossiele vondsten in de bruinkoollagen van het Geiseldal zijn meer dan honderd soorten beschreven. Deze fossielen bestaan niet alleen uit skeletresten, maar tevens uit weke delen. De Eocene fauna van het Geiseldal is min of meer vergelijkbaar met die uit Groeve Messel in Hessen. 